# 燕鷗
燕鷗（tern）是燕鷗亚科（Sterninae）的海鳥，鷗科下的一個亞科。燕鷗與鷗及剪嘴鷗是一個血統分支，全世界都有牠們的蹤跡。
大部份燕鷗過往都被編入燕鷗屬中，但是根據DNA序列的分析發現燕鷗屬可以分開為幾個細小的屬。

## 生物及習性
大部份在溫帶繁殖的燕鷗都是長途遷徙的，而北極燕鷗因由北部繁殖地遷往南極海，故可能比其他生物見得更多陽光。一隻還未懂飛行的北極燕鷗雛鳥於1982年夏天在英國諾森伯蘭郡對開的法恩群島進行環志紀錄，發現於同年的10月到達澳洲墨爾本，在3個月內就已經飛了超過22000公里，平均每日飛行超過240公里，是已知最長的旅程之一。
燕鷗是中等至大型的鳥類，羽毛一般呈灰色或白色，頭上往往有黑色斑紋。牠們的鳥喙稍長及腳有蹼。牠們的身體輕盈，比鷗更流線型，飛行是的長尾巴及雙翼很優雅。燕鷗屬的尾巴開叉較深，而浮鷗屬及Larosterna的尾巴則開叉較淺。Anous、Procelsterna及白玄鷗屬的尾巴則呈「楔擊缺口」狀，最長的尾羽是在中外部，而非中央或最外的。最小的燕鷗是白額燕鷗，重42克及長23厘米；最大的是紅嘴巨燕鷗，重630克及長53厘米。牠們會發出刺耳及單音的叫聲。
大部份燕鷗都會潛水捕魚，並會先懸停一時，但浮鷗屬會吃淡水面上的昆蟲。燕鷗很少會滑翔，只有少數物種，如烏燕鷗，會在海面上空翱翔。除了洗澡外，牠們很少會游泳。
燕鷗成大群的聚居。鳥巢可以由地上的收集、樹枝或浮葉所組成。燕鷗一般都較長壽，有些物種可以生存超過25-30年。

## 分類及物種列表
一項根據細胞色素b基因序列的研究發現燕鷗與Thinocori較為接近。這項結果與其他分子及形態研究結果相違背，但卻是最能證實燕鷗及這類涉禽之間的大量分子的趨同演化，或是保有古代的基因型。
根據線粒體DNA的研究，燕鷗可以分為以下的屬及種：

### Anous、Procelsterna及白玄鷗屬（Gygis）
- 玄燕鷗 Anous stolidus
- 黑燕鷗 Anous minutus
- 小黑燕鷗 Anous tenuirostris
- 藍燕鷗 Procelsterna cerulea
- 灰燕鷗 Procelsterna albivitta
- 白燕鷗 Gygis alba
- 小白燕鷗 Gygis microrhyncha

### Onychoprion属
- Onychoprion lunata
- 褐翅燕鷗 Onychoprion anaethetus
- 烏燕鷗 Onychoprion fuscata
- 白腰燕鷗 Onychoprion aleutica

### 小燕鸥属（Sternula）
- 眼斑燕鷗 Sternula nereis
- 達馬拉燕鷗 Sternula balaenarum
- 小燕鷗 Sternula albifrons
- 桑氏白額燕鷗 Sternula saundersi
- 白額燕鷗 Sternula antillarum
- 黃嘴燕鷗 Sternula superciliaris
- Sternula lorata

### Phaetusa属
- 巨嘴燕鷗 Phaetusa simplex

### 巨鷗屬（Hydroprogne）
- 紅嘴巨燕鷗 Hydroprogne caspia

### 噪鷗屬（Gelochelidon）
- 鷗嘴燕鷗 Gelochelidon nilotica

### Larosterna属
- 印加燕鷗 Larosterna inca

## 外部連結
- Internet Bird Collection內燕鷗的映片